# Prybar (rejon homelski)
Prybar (biał. Прыбар; ros. Прибор, Pribor) – wieś na Białorusi, w obwodzie homelskim, w rejonie homelskim, w sielsowiecie Prybar, nad Uzą.
W Prybarze mieści się liceum rolniczo-techniczne. Znajdują się tu także stacja kolejowa Prybar oraz przystanek kolejowy Sady, położone na linii Homel – Kalinkowicze.